# Roland Weisselberg
Roland Weisselberg (niem. Roland Weißelberg; ur. 4 lipca 1933 w Królewcu, zm. 1 listopada 2006 w Halle) – niemiecki emerytowany pastor luterański, który w 2006 dokonał samospalenia w proteście przeciwko rozprzestrzenianiu się islamu na świecie.

## Życiorys
Urodził się w 1933 roku w Królewcu w Prusach Wschodnich.
W latach 50. XX wieku studiował w Jenie i Berlinie, a następnie pracował jako redaktor wydawniczy. Od 1965 roku, aż do przejścia na emeryturę w 1989 roku był proboszczem parafii ewangelickiej w Windischholzhausen koło Erfurtu. Doprowadził tam w latach 70. XX wieku do przebudowy kaplicy. Po przejściu na emeryturę wycofał się z życia parafialnego i przeprowadził do Erfurtu.
Na emeryturze pozostał aktywny w życiu społecznym pisząc listy do prasy, poruszając różne tematy.

### Samospalenie

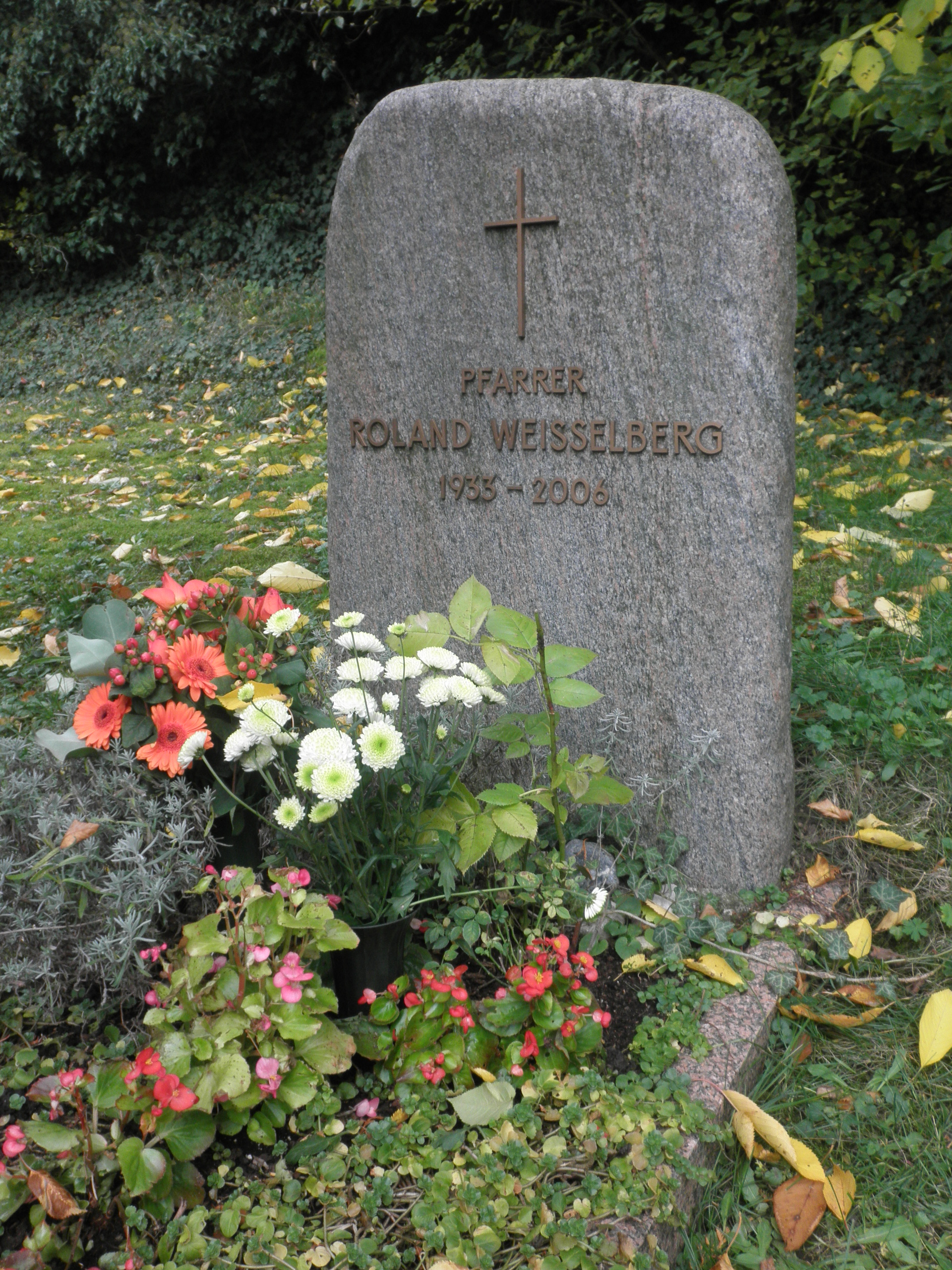
Grób ks. Rolanda Weisselberga

#### Tło
Samospalenie poprzedził kontrowersje związane z ratyzbońskim wykładem papieża Benedykta XVI z 12 września 2006 roku oraz kontrowersje związane z inscenizacją opery Wolfganga Amadeusza Mozara – Idomeneo w Berlinie (Deutsche Oper Berlin), we wrześniu 2006 roku ze sceną odcięcia głowy proroka Mahometa oraz ostateczne odwołanie tej inscenizacji. Kontrowersje te doprowadziły do szerokiej dyskusji dotyczącej wolności słowa w Niemczech.
W swoim ostatnim kazaniu pod koniec września 2006 roku, które wygłaszał w zastępstwie nieobecnego pastora – Weisselberg według artykułu w The Denver Post, miał powiedzieć że chrześcijanie w Europie muszą się zjednoczyć, w przeciwnym razie ryzykują, że w przyszłych pokoleniach zostaną opanowani przez islam.
31 października 2006, w ewangelickie Święto Reformacji, ks. Weisselberg podczas nabożeństwa oblał się benzyną i podpalił. Do zajścia doszło na dziedzińcu klasztoru św. Augustyna w Erfurcie w wykopie budowlanym (klasztor w którym dokonał samospalenia znany był jako dawne miejsce pracy Marcina Lutra).

#### Przebieg
Płonącemu duchownemu starały się pomóc obecne na miejscu diakonisy. Płonący duchowny według relacji świadków miał krzyczeć „Jezus i Oskar”, nawiązując do postaci pastora Oskara Brüsewitza, który dokonał samospalenia w proteście przeciwko prześladowaniu młodzieży i kościoła w NRD.
Pastor Roland Weisselberg został następnie przewieziony helikopterem do kliniki w Halle i wprowadzony w stan śpiączki farmakologicznej. Zmarł 1 listopada 2006 na skutek poparzeń blisko 60% powierzchni ciała.
Ks. Elfriede Begrich, stojący na czele erfurckiego okręgu kościelnego, oraz biskup Axel Noack potwierdzili, iż powodem samospalenia duchownego był protest przeciwko rozprzestrzenianiu się islamu zarówno w Niemczech, jak i na świecie oraz bierność Kościoła ewangelickiego odnośnie do tego zjawiska.
List pożegnalny ks. Weisselberga nie został ujawniony mediom na prośbę jego żony. Poinformowano jednak, iż jako motyw samospalenia, Weisselberg podał w nim swoje obawy związane z rozprzestrzenianiem się islamu.

## Oddźwięk i odniesienia

### Reakcja Kościoła Ewangelickiego w Niemczech
Samospalenie ks. Weisselberga było między innymi przedmiotem dyskusji w trakcie VI Sesji XIV Synodu kościelnej prowincji Saksonii Kościoła Ewangelickiego w Niemczech (EKD) w dniach 15–18 listopada 2006 roku. W raporcie końcowym podkreślono, iż samospalenie ks. Weisselberga zwróciło uwagę Kościoła na to, iż są wśród wiernych osoby, które podzielają obawy Weisselberga dotyczące zagrożenia związanego z rozprzestrzenianiem się islamu oraz na trudności związane z dialogiem chrześcijańsko-islamskim.
W następstwie samospalenia, EKD wydało również broszurkę pt.Klarheit und gute Nachbarschaft – Christen und Muslime in Deutschland. (Przejrzystość i dobrzy sąsiedzi – chrześcijanie i muzułmanie w Niemczech) dotyczącą relacji chrześcijańsko-muzułmańskich. Broszura ta spotkała się z krytyką środowisk islamskich i stała się przedmiotem pracy Kierena Christopha Jäschke pt. Klarheit und gute Nachbarschaft: Die EKD-Schrift und die durch sie ausgelösten Kontroversen (GRIN Verlag, 2012; ISBN:3656131724, wydanie II).
Śmierć ks. Weisselberga była również tematem komentarzy przedstawicieli hierarchii EKD w tym między innymi bp Christoph Kähler z Evangelisch-Lutherische Kirche in Thüringen, który stwierdził, iż – smutne jest to, że wiele osób tak szybko uwierzyło, że popełnił samobójstwo, protestując przeciwko islamowi. Sprawę samospalenia skomentował także biskup kościelnej prowincji Saksonii Axel Noack. W rozmowie z Leipziger Volkszeitung podkreślił, iż ze względu na niski odsetek obcokrajowców we wschodnich Niemczech, temat islamu był jak dotąd głównie teoretyczny, nawet w kręgach kościelnych, a kwestia dialogu chrześcijańsko-islamskiego została przeoczona. Jako przyczynę nieufności wobec muzułmanów, Noac wskazał prześladowania społeczności chrześcijańskiej w niektórych krajach islamskich. Podkreślił również, że chrześcijanie, którzy chcą bronić swojej wiary, nie mogą tego robić za pomocą przemocy w tym stosując przemocy wobec siebie.
Stojący na czele erfurckiego okręgu kościelnego ks. Elfriede Begrich w rozmowach z prasą potwierdził, iż Weisselberg wielokrotnie domagał się, aby Kościół ewangelicki intensywniej zajął się religią islamską i apelował, aby chrześcijanie bardziej dystansowali się do niej bo w przeciwnym razie zostaną przez nią przytłoczeni.

### Reakcja muzułmańska
Samospalenie ks. Weisselberga wywołało zaniepokojenie niemieckiej społeczności muzułmańskiej. Wśród komentujących był między innymi Abdullah Dunbar, imam meczetu w Erfurcie i przewodniczący Stowarzyszenia Muzułmanów w Turyngii.

### Inne
W 2016 roku z okazji 10. rocznicy śmierci Weisselberga, prof. Armin Geus opracował ulotkę poświęconą jego osobie, którą w formie cegiełki wydało Basilisken-Presse.
W 2007 roku na łamach miesięcznika W drodze ukazał się artykuł Jacka Salija pt. Pytanie o moralność samobójstwa heroicznego poświęcony kwestii samospalenia ks. Weisselberga. Przypadek samospalenia Weisselberga został poruszony także na łamach publikacji dr Olivera Wäckerliga – Vernetzte Islamfeindlichkeit Die transatlantische Bewegung gegen »Islamisierung«. Events – Organisationen – Medien.

### Zestawianie samospaleń Weisselberga i Brüsewitza
Samospalenie Weisselberga często jest zestawiane z samospaleniem Oskara Brüsewitza. Takiego zestawienia dokonał między innymi w 2020 roku, pastor Christian Dietrich, który w trakcie konferencji pt. Es brannte in uns. Oskar Brüsewitz und die Bildung des Gewissens (j. pol. Paliło się w nas. Oskar Brüsewitz i kształtowanie sumienia) w klasztorze augustianów w Eufracie porównywał podczas swojego wykładu postać Oskara Brüsewitza z Rolandem Weisselbergiem oraz Janem Palachem. Nawiązanie Weisselberga do Brüsewitz przywołał również Jeffrey Ian Ross w An Encyclopedia of Faith and Conflict from Antiquity to the Present.
Komentujący dla Leipziger Volkszeitung, sprawę samospalenia Weisselberg w 2006 roku, biskup kościelnej prowincji Saksonii Axel Noack dał natomiast do zrozumienia, że samobójstwa w Erfurcie nie można porównywać ze śmiercią Oskara Brüsewitza w 1976 roku, ponieważ Oskar Brüsewitz był pastorem, który cierpiał z powodu prześladowań ze strony państwa w NRD, zaś przyczyny samospalenia Weisselbera nie wynikają z polityki państwa, które wykorzystuje je dla własnych interesów, jak to miało miejsce w przypadku Brüsewitza.